# August Allebé

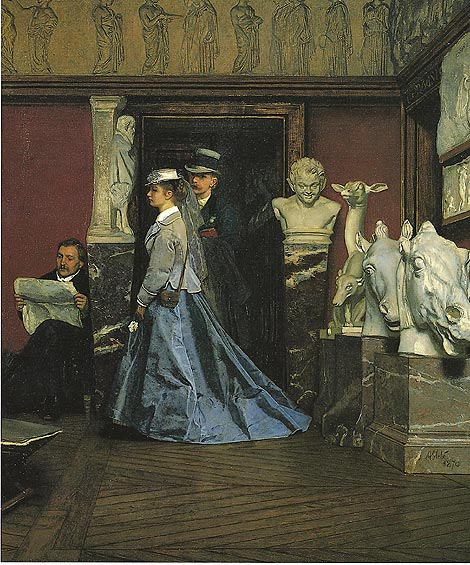
August Allebé (1870)

August Allebé (Ámsterdam, 19 de abril de 1838-Ámsterdam, 10 de enero de 1927) fue un pintor intimista y litógrafo neerlandés.
Fue profesor en la Academia Estatal de Ámsterdam.